# حملة فيلادلفيا

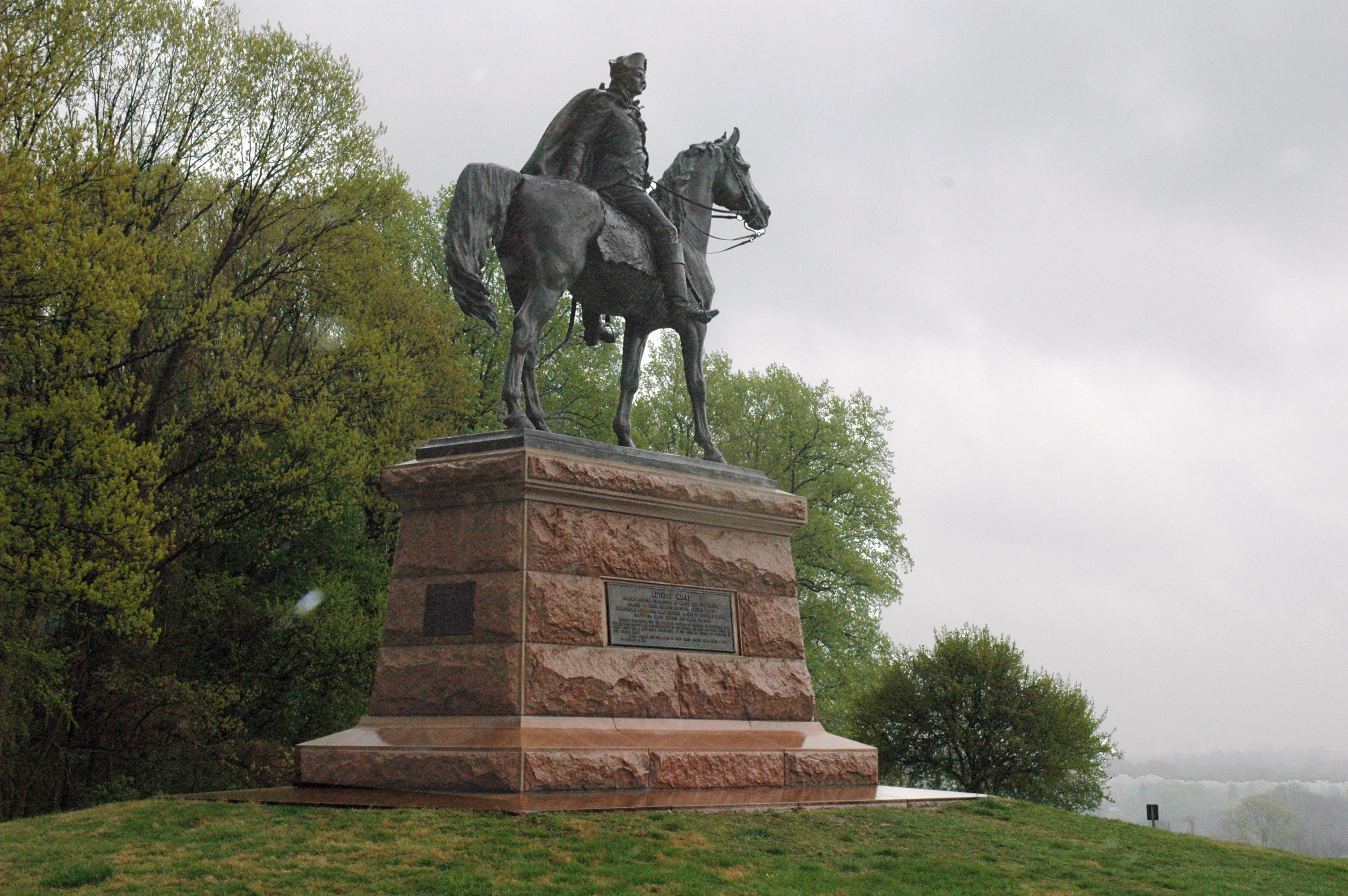
تمثال أنتوني وأين في وادي فورج

حملة فيلادلفيا (1777 – 1778)، هي محاولة بريطانية خلال حرب الاستقلال الأمريكية، تجسد هدفها في السيطرة على فيلادلفيا التي كانت حينها مقرًا للكونغرس القاري الثاني. فشل الجنرال البريطاني وليام هاو في استدراج الجيش القاري بقيادة الجنرال جورج واشنطن إلى إحدى المعارك في شمال نيوجيرسي، لذا انطلق برفقة جيشه إلى الطرف الشمالي من خليج تشيزبيك، حيث تمكن من التقدم شمالًا نحو فيلادلفيا. جهز واشنطن التحصينات الدفاعية ضد تحركات هاو في برانديواين كريك، لكنه هزم في معركة برانديواين في 11 سبتمبر عام 1777. تمكن هاو من دخول فيلادلفيا واحتلالها بعد سلسلة من المصادمات والمناورات. هاجم واشنطن إحدى حاميات هاو في جيرمانتاون دون جدوى، قبل أن ينسحب إلى وادي فورج لقضاء فصل الشتاء.
أثارت حملة هاو كثيرًا من الجدل على الرغم من نجاحه في الاستيلاء على العاصمة الأمريكية فيلادلفيا، وذلك بسبب تقدمه البطيء وعدم تعاونه مع الحملة المزامنة بقيادة جون بورغوين في الشمال، التي انتهت بكارثة لصالح البريطانيين في ساراتوجا ودفعت فرنسا إلى دخول الحرب. استقال هاو خلال عملية احتلاله لفيلادلفيا، وحل نائبه الجنرال السير هنري كلينتون محله. أجلى كلينتون القوات من فيلادلفيا وقادها نحو مدينة نيويورك في عام 1778، وذلك بهدف تقوية دفاعات المدينة ضد هجوم فرنسي أمريكي متوقع. هاجم واشنطن الجيش البريطاني على طريق نيوجيرسي، الأمر الذي تسبب في وقوع معركة في مونماوث كورت هاوس، واحدةً من أكبر المعارك التي حدثت في الحرب.
انتهت الحملة بعودة الجيشين إلى مواقعهما السابقة قبل البدء بها.

## نبذة عامة

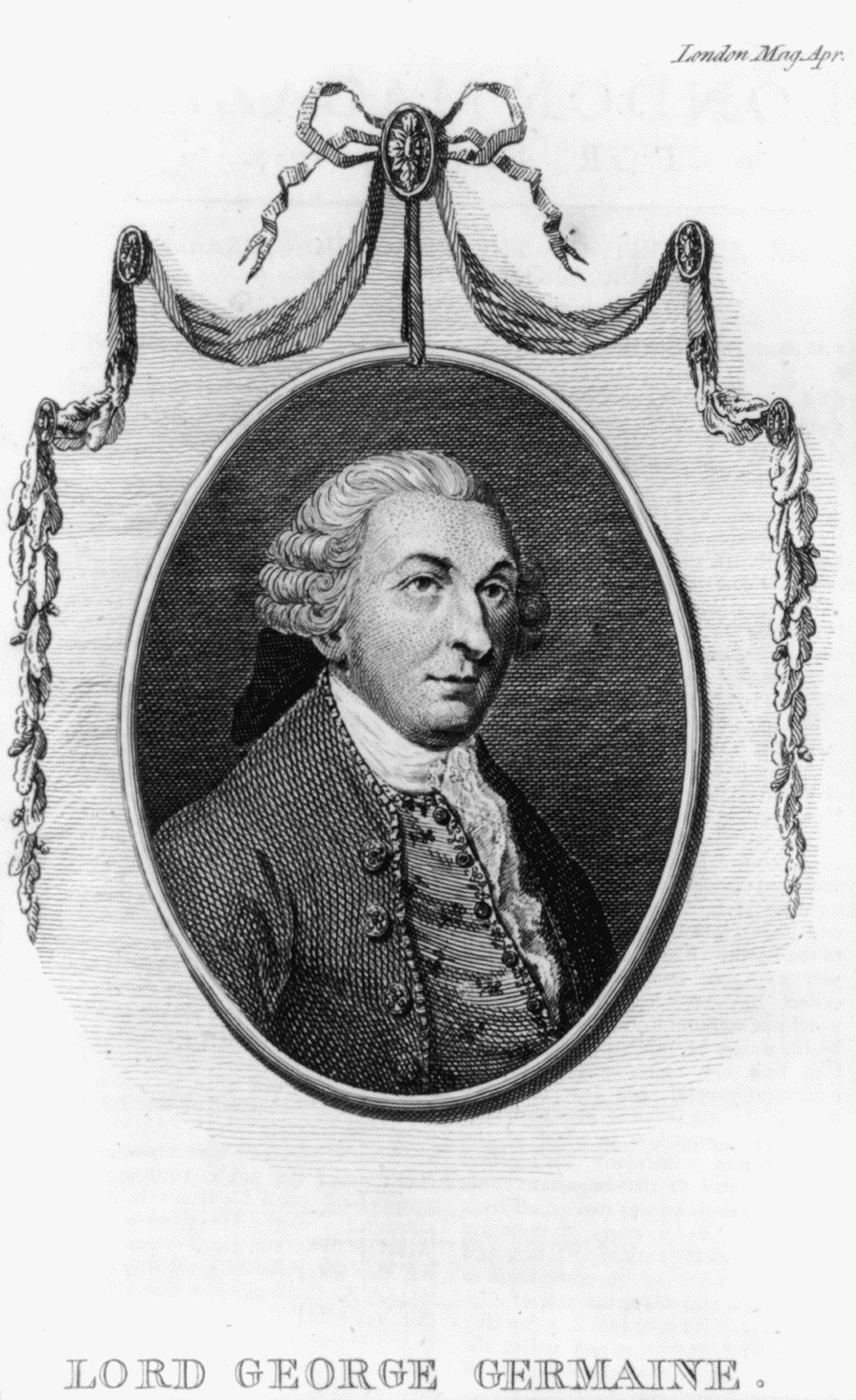
اللورد جورج جيرمان

وصل الجيشان إلى طريق مسدود في أشهر الشتاء في أوائل عام 1777، وذلك بعد استيلاء الجنرال وليام هاو على مدينة نيويورك وتحقيق جورج واشنطن لنجاحات في ترينتون وبرينستون. استمر الجيش البريطاني في احتلال البؤر الاستيطانية في نيو برونزويك وبيرث أمبوي في نيوجيرسي، لكن لم تخلو هذه العمليات من المناوشات العديدة.
اقترح الجنرال هاو على المسؤول المدني البريطاني المعني بالشؤون الحربية جورج جيرمان القيام برحلة استكشافية في عام 1777، وذلك بهدف الاستيلاء على فيلادلفيا التي كانت مقرًا للكونغرس القاري الثاني المتمرد. وافق جيرمان على خطة هاو على الرغم من عدم وجود ما يكفي من القوات. وافق جيرمان أيضًا على خطط جون بورغوين التي تمثلت بالقيام برحلة استكشافية «لاحتلال ألباني» من مونتريال. وافق جيرمان على رحلة هاو الاستكشافية بشرط أن يتمكن هاو من مساعدة بورغوين، ما يعني التقاء قوات بورغوين والقوات التي سيرسلها هاو شمالًا من مدينة نيويورك في ألباني.
قرر هاو في أوائل أبريل ألا يقود جيشه برًا إلى فيلادلفيا عبر نيوجيرسي، وذلك لأن هذه العملية قد تستلزم عبور نهر ديلاوير الواسع في ظل ظروف معادية، الأمر الذي قد يتطلب وجود وسائل نقل أو بناء مراكب مائية. بينت خطة هاو – التي أرسلها إلى جيرمان في 2 أبريل- عدم وجود أي احتمالية لحصول بورغوين على دعم كبير، إذ قرر هاو قيادة جيشه عبر البحر إلى فيلادلفيا، ولن تتمكن حامية نيويورك الصغيرة من شن أي عمليات هجومية مهمة عبر نهر هدسون لمساعدة بورغوين.

## خطط هاو المتغيرة

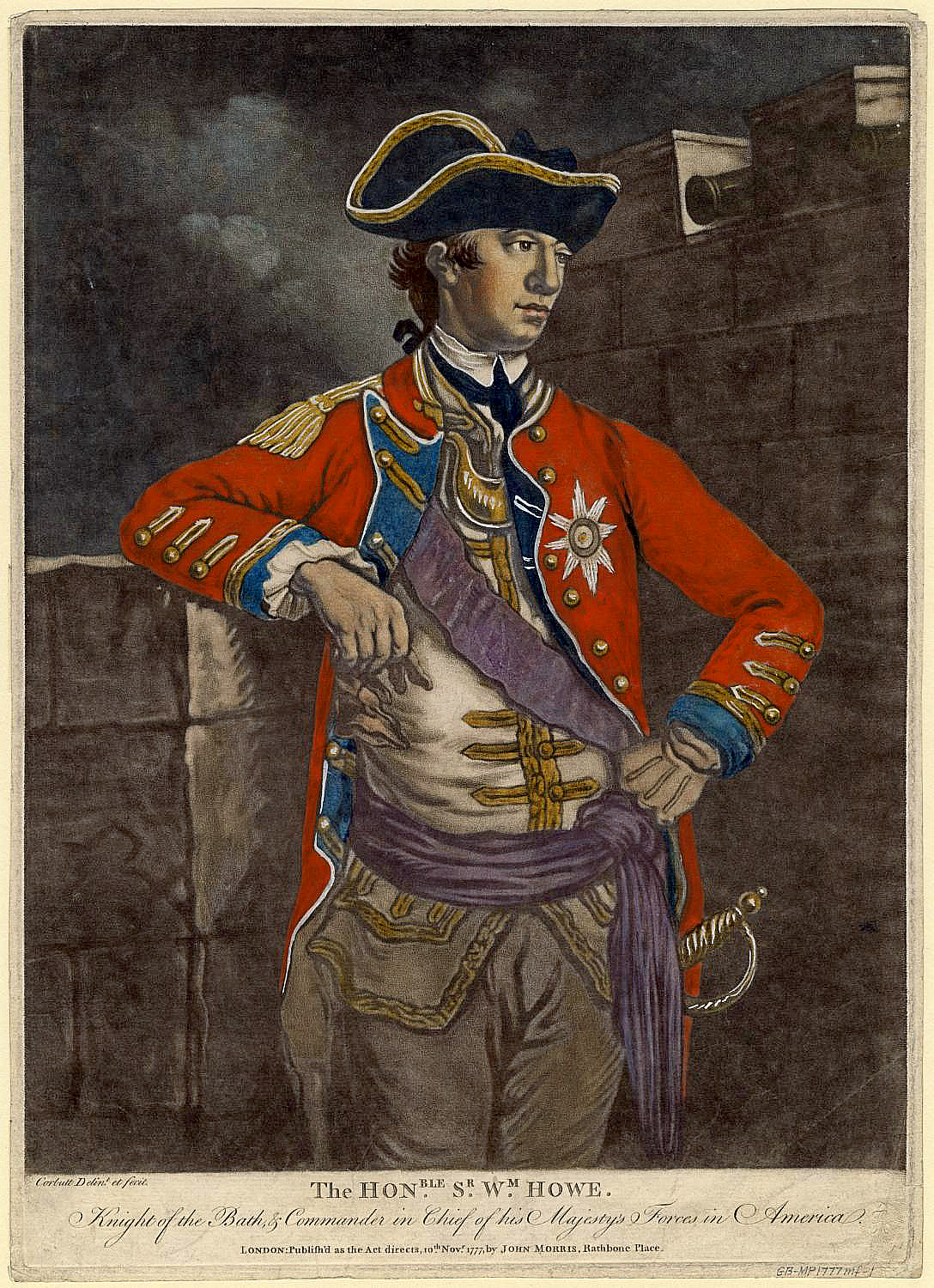
الجنرال السير وليام هاو

كان واشنطن متأكدًا من أن هاو «سيسعى حتمًا لتطوير سياسة جديدة للتعاون مع الجنرال بورغوين»، لذا شعر بحيرة كبيرة عندما لم يحدث ما توقعه. تساءل المؤرخون إلى جانب واشنطن حينها عن سبب عدم إغاثة هاو لبورغوين، الذي حاصر الأمريكيون جيش الاحتلال الذي قاده من كندا وتمكنوا من أسره في أكتوبر. يتفق المؤرخون على لوم اللورد جيرمان لسوء تنسيقه بين الحملتين. كتب هاو رسالةً إلى جيرمان بعد استيلائه على نيويورك وتراجع واشنطن عبر نهر ديلاوير في 20 ديسمبر عام 1776، إذ اقترح في رسالته وتوسع في شرح مجموعة من الحملات لعام 1777. اشتملت هذه الاقتراحات على عمليات للسيطرة على نهر هدسون، وتوسيع نطاق العمليات من القاعدة في نيوبورت في رود آيلاند، والاستيلاء على فيلادلفيا التي كانت مقر الكونغرس القاري المتمرد. تمسك هاو باقتراحه الأخير، إذ كان واشنطن حينها شمال المدينة. كتب هاو أنه «مقتنع بضرورة شن الجيش الرئيسي لعمليات هجومية [ضد فيلادلفيا]، حيث تكمن القوة الرئيسية للعدو». أقر جيرمان أن خطة هاو «مدروسة جيدًا»، لكنها تستلزم وجود عدد كبير من الرجال ولم يكن جيرمان حينها مستعدًا لتقديم عدد كهذا. اقترح هاو في منتصف يناير عام 1777 -عقب النكسات التي وقعت في نيوجيرسي- شن عمليات برية وبحرية ضد فيلادلفيا، معتقدًا أن هذا الأمر من شأنه أن يفضي إلى نصر حاسم على الجيش القاري. خضعت هذه الخطة للكثير من التطوير، إذ شوهد جيش هاو وهو يبني جسورًا عائمةً، التي اعتقد واشنطن -الذي استقر حينها في مسكنه الشتوي في موريستاون في نيوجيرسي- أنها كانت مصممة للاستخدام على نهر ديلاوير. وفي المقابل، تخلى هاو عن فكرة القيام برحلة بحرية بحلول منتصف شهر مايو، إذ قال: «أقترح غزو ولاية بنسلفانيا عن طريق البحر ... ربما يتعين علينا التخلي عن نيو جيرسي».
قد يكون قرار هاو بعدم مد يد العون إلى بورغوين متعلقًا بتصوره بأنه سينسب الفضل لبورغوين عند نجاح الحملة حتى وإن ساعد في نجاحها، الأمر الذي لن يكون جيدًا لسمعته كما لو نجحت حملة فيلادلفيا. تحدث المؤرخ جون ألدن عن الغيرة بين العديد من القادة البريطانيين، إذ قال: «من المحتمل أن [هاو] قد شعر بالغيرة من بورغوين مثلما شعر بورغوين بالغيرة منه، ويحتمل أنه لم يرغب في مساعدة أي من مرؤوسيه في تسلق سلم الشهرة العسكرية». فضلًا عن ذلك، تحدث دون هيجينبوثام أيضًا عن وجهة نظر هاو المحتملة والمتمثلة بكون «[حملة نهر هدسون] هي كل ما يملكه بورغوين، لذا لم يرغب [هاو] في التدخل بها، إذ كان سيفعل ما هو مطلوب منه وحسب فيما يتعلق بجيش بورغوين، أي (لا شيء يذكر عمليًا)». كتب هاو إلى بورغوين في 17 يوليو: «أعتزم دخول فيلادلفيا حيث أتوقع مقابلة واشنطن، لكن إن ذهب إلى الشمال -على عكس توقعاتي- وتمكنت من محاصرته، تأكد من أنني سأتبعه قريبًا للتخفيف عنك». أبحر هاو من نيويورك بعد فترة وجيزة.